# علي غالب محمود همت
م/ علي غالب محمود همت مهندس ورجل أعمال سوري وأحد قيادات الإخوان المسلمين في سوريا وأوروبا

## المحاكمة العسكرية بمصر
- أحاله الرئيس المصري حسني مبارك الي المحاكمة العسكرية الاستثنائية بصفته الحاكم العسكري للبلاد ضمن أربعين من قيادات الإخوان المسلمين في ديسمبر 2006 وحصل علي البرأة من المحاكم المدنية أربع مرات وحكم عليه في المحاكمة العسكرية في أبريل 2008 غيابيا بالسجن لمدة عشر سنوات

نص الحكم:
- حكمت المحكمة العسكرية (أولاً: غيابياً بمعاقبة كل من المتهمين الثاني والعشرين: يوسف مصطفى علي ندا والرابع والعشرين علي غالب محمود همت، والخامس والعشرين يوسف علي يوسف الميتعايش وشهرته «يوسف الواعي»، والسابع والعشرين إبراهيم محمد الزيات، بالسجن المشدد لمدة عشر سنوات).
- وفي 26 يوليو 2012 أصدر الرئيس المصري محمد مرسي عفوا عاما عنه نشر في الجريدة الرسمية العدد 30 تابع لسنه 2012

## رفع اسمه قوائم الإرهاب
وفي أواخر عام 2001 استصدرت الإدارة الأمريكية تحت رئاسة جورج بوش الابن قائمة من الأمم المتحدة، وضعت فيها أسماء مسلمين من جنسيات مختلفة، تتهمهم بدعم الإرهاب، بعد هجمات 11 سبتمبر 2001 وضمت القائمة يوسف ندا وغالب همت، فامتثل الادعاء العام السويسري لذلك فاستهدف «مؤسسة ندا للإدارة» المعروفة أيضا باسم «بنك التقوى»، ووضع أموال يوسف ندا وشريكه غالب همت وبعض أعضاء مجلس الإدارة والمقربين منهم تحت الحراسة، وفرضت عليهما الإقامة الجبرية مما أجبر ندا علي تصفية أعماله في سويسرا، وفي 29 سبتمبر 2009 أكدت وزارة الخارجية السويسرية أن مجلس الأمن الدولي شطب اسم يوسف ندا وغالب همت من قائمة الداعمين للإرهاب، وذلك بناء على طلب سويسري. وتم شطب الأسماء بعدما لم يتمكن الادعاء العام السويسري من العثور على أي دليل على إدانتهم بعد أن صادر عشرات الآلاف من الوثائق، كما لم تتمكن الإدارة الأمريكية من تقديم ما قالت إنها أدلة تدين ضلوعهم في دعم «الإرهاب»، ورغم تعليق الادعاء العام السويسري لجميع التحقيقات الخاصة بملف مؤسسة التقوى منذ مايو 2005م بموجب حكم ملزم من المحكمة الاتحادية العليا السويسرية، وتبعتها إيطاليا في عام 2007م لعدم توافر الأدلة؛ فإن الإدارة الأمريكية رفضت شطبهما من «القوائم السوداء» وقد أثنى ندا على جهود عضو مجلس الشيوخ السويسري ديك مارتي، لدعمه القضية «إيمانا منه بحجم ظلمها وإجحافها».

## راجع أيضا
- محاكمات عسكرية للإخوان المسلمين